# Arianna Cencig
Arianna Cencig (25 agosto 1995) è una calciatrice italiana, di ruolo difensore.